# Neopilumnoplax gervaini
Neopilumnoplax gervaini is een krabbensoort uit de familie van de Mathildellidae. De wetenschappelijke naam van de soort is voor het eerst geldig gepubliceerd in 1996 door Tavares & Guinot.